# George More O'Ferrall
George More O'Ferrall (né le 4 juillet 1907 à Bristol en Angleterre, mort le 19 mars 1982 à Ealing, est un réalisateur britannique de cinéma et de télévision.
Il a été nommé en 1952 aux British Academy Film Award du meilleur film britannique pour Angels One Five, et son film Le Fond du problème (The Heart of the Matter) a été sélectionné au Festival de Cannes 1953.

## Biographie
Né à Bristol, il a étudié à la Central School of Dramatic Art avant de rejoindre une compagnie de théâtre en 1924.
C'est un des pionniers de la télévision britannique, pour laquelle il a dirigé de nombreux téléfilms. Il rejoint en effet la BBC en 1936, et entre 1937 et 1939 il produit plus de 20 pièces avant que le service ne doive arrêter d'émettre à cause de la guerre. Il quitte la BBC en 1950 pour se consacrer au cinéma.

## Filmographie partielle
- 1938 : Clive of India (téléfilm)[2]
- 1946 : Alice (téléfilm)
- 1952 : The Holly and the Ivy
- 1952 : Angels One Five (1952)
- 1953 : Le Fond du problème The Heart of the Matter
- 1954 : The Green Scarf (en)
- 1955 : The Woman for Joe
- 1955 : Three Cases of Murder (Lord Mountdrago)